# Lewice (województwo wielkopolskie)
Lewice – wieś sołecka  w Polsce położona w województwie wielkopolskim, w powiecie międzychodzkim, w gminie Międzychód, przy drodze wojewódzkiej nr 160.

## Położenie
W pobliżu Lewic wypływa rzeka Kamionka. 
We wsi znajduje się stacja kolejowa Lewice.

## Historia
Miejscowość pierwotnie związana była z Wielkopolską. Ma metrykę średniowieczną i istnieje co najmniej od końca XIV wieku. Wymieniona w dokumencie z 1398 jako Levicza, 1416 Lewicze, 1426 Leuice, 1525 Lawicze, 1563 Liewicze.
Miejscowość oraz najbliższe okolice prawdopodobnie zasiedlone były wcześniej. W XIX wieku dokonano przypadkowego odkrycia na jednym z pagórków grobu szkieletowego oraz narzędzi kowalskich o nieokreślonej chronologii.
Obecna wieś była dawniej miastem, które uzyskało lokację miejską przed 1458 rokiem, a zdegradowane zostało przed 1580 rokiem. Wieś była własnością szlachecką należącą do lokalnej szlachty wielkopolskiej, która od nazwy wsi przyjęła odmiejscowe nazwisko Lewickich, a później także Rozbickich. W 1437 miejscowość była miastem leżącym w powiecie poznańskim Korony Królestwa Polskiego. W 1430 była siedzibą własnej parafii, a w 1510 należała do dekanatu Wronki.
Pierwszy zachowany zapis o wsi z 1398 dotyczy procesu Aarona Żyda poznańskiego z Hanczlem z Lewic o dług jego brata Wojciecha Klonowieckiego. Mikołaj Ptaszkowski podniósł w nim zarzut, że Hanczel jego sługa nie został pozwany w odpowiedni sposób.
W 1427 odnotowano szlachciankę Wichnę sołtyskę w Lewicach. W latach 1412–1437 właścicielem we wsi był Piotr Lewicki, zwany też od innej majętności Urbanowskim. W 1416 wygrał on proces z opactwem w Paradyżu o 13 kopców granicznych oraz o młyn na rzece Kamionka pomiędzy Lewicami, Gralewem i Miłostowem, który został zbudowany rzekomo na gruncie klasztornym przemocą. W 1418 Piotr toczy kolejny proces z klasztorem o 13 kopców granicznych oraz o młyny pomiędzy Miłostowem, Lewicami i Gralewem. Tym razem granice tych dziedzin miało ustalić opole. W 1422 Piotr Lewicki toczy proces z Maciejem z Trzciela o granice pomiędzy dziedzinami Lewice i Trzciel. Ponownie warunki ugody ma ustalić opole, ale strony decydują się skierować sprawę do sądu ziemskiego pod karą umowną 100 grzywien.
W 1430 odnotowano sprawę sądową we wsi. Kmieć Wojciech Bukowski pozwał plebana Klemensa z Lewic ponieważ wtargnął on przemocą do jego domu, zabrał siekierę, wypędził domowników powodując przez to szkody wskutek zaniedbania prac oraz przez kradzież.
W 1451 Jan z Pniew wraz z synami niedzielnymi Piotrem kantorem katedry poznańskiej oraz Wincentym, sprzedał 9 grzywien czynszu rocznego za 100 grzywien z zastrzeżeniem prawa wykupu, które ustanowiono na połowie Pniew wraz z przedmieściem oraz na całym mieście Lewice. Czynsz zakupił ksiądz Bodzęta z Węgierskiego na rzecz ufundowania altarii św. Wojciecha w katedrze poznańskiej. W 1462 Piotr z Pniew jako opiekun Wincentego z Pniew sprzedał na mieście Pniewy, Lewicach oraz wsi Lubocześnica 14,5 złotych węgierskich oraz 4 grzywny czynszu rocznego za 174 złotych węgierskich mansjonarzom kolegiaty św. Stanisława w Szamotułach.
W czasie wojny trzynastoletniej Lewice wystawiły w 1458 roku jednego pieszego na odsiecz oblężonej polskiej załogi Zamku w Malborku.

W 1500 ksiądz Wierzbięta altarysta we Lwówku dał z miłości braterskiej swojemu bratu Janowi Rozbickiemu swoje części w mieście Lewice, we wsi Rozbitek wraz z folwarkiem w Posadowie. W 1501 Jan Rozbicki zapisał swojej żonie Helenie, córce Sędziwoja Milińskiego podsędka poznańskiego, 250 złotych węgierskich posagu oraz wiana połowie wsi Rozbitek, połowie miasta Lewice oraz na połowie wsi Posadowo, z wyjątkiem dworu i folwarku w Posadowie. W 1520 Jan Rozbicki prowadził spór z Jerzym, Stanisławem, Marcinem i Mikołajem Ostrorogami z Lwówka o rozgraniczenie ich dóbr z miastem Lewice. W 1583 bracia Dobiesław oraz Krzysztof Rozbiccy kupili części wsi Lewice od Melchiora Rozbickiego oraz od Sędziwoja Rozbickiego, od każdego za 1000 złotych polskich. Sprzedawcy odziedziczyli majętności po zmarłym bracie Stanisławie Rozbickim, kwitując odbiór tych sum i przenosząc na nabywców prawo własności.
Wieś odnotowano również w historycznych dokumentach podatkowych. W latach 1470, 1494, 1499 Lewice figurowały w wykazach zaległości podatkowych. W 1507 tytułem szosu miasto płaciło jedną grzywnę. W 1508 w miejscowości odnotowano młyn o jednym kole, a od innego młyna pobrano podatek w wysokości 12 groszy. W 1563 pobrano szos od 4 domów. W 1580 płatnikami podatków z miejscowości byli Rozbiccy, którzy zapłacili pobór od 7 łanów, 5 półłanków opuszczonych, od dwóch ról w kawałkach po 5 groszy, od 4 komorników po 8 groszy, od 4 komorników po 2 grosze, młyn dorocznego o jednym kole wodnym.
W okresie międzywojennym w miejscowości stacjonował Komisariat Straży Granicznej „Lewice”. 
W latach 1975–1998 miejscowość administracyjnie należała do województwa gorzowskiego.

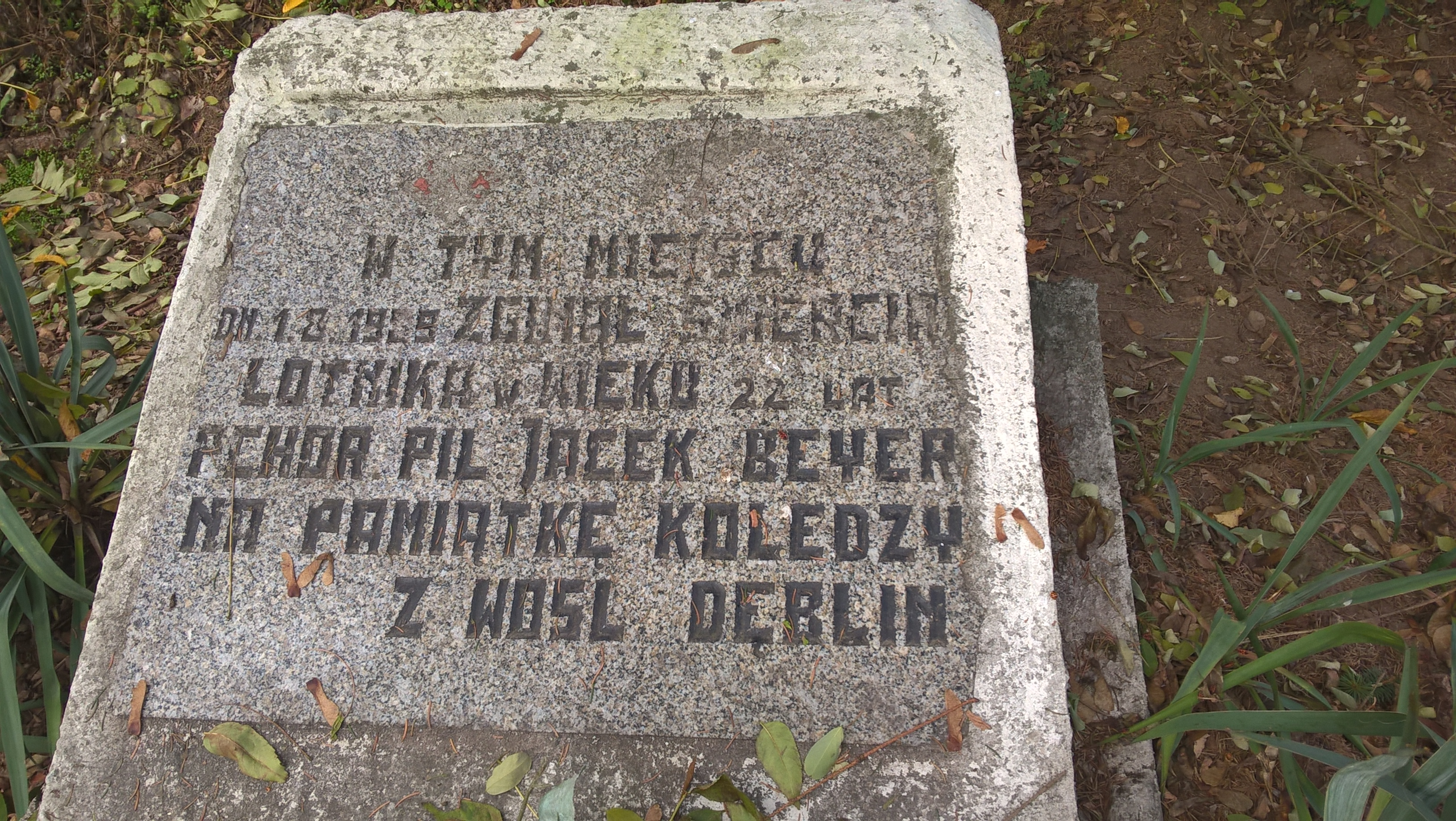
Lewice – płyta na pamiątkę śmierci pilota pchor. Jacka Beyer z WOSL Dęblin

W dniu 1 sierpnia 1989 roku w Lewicach doszło do katastrofy lotniczej z udziałem samolotu wojskowego, z działającego wówczas 45. Babimojskiego Pułku Lotniczego Szkolno - Bojowego. W katastrofie tej, w wyniku zderzenia z ziemią wojskowego samolotu odrzutowego typu „LIM-6”, śmierć na miejscu poniósł jego pilot – plut. pchor. Jacek Beyer, a obrażeń doznała także osoba cywilna, znajdująca się na ziemi. Uszkodzeniu uległa również konstrukcja budynku mieszkalnego.